# Gabon ved OL
Gabon deltog første gang i olympiske lege under Sommer-OL 1972 i München og har siden deltaget i alle sommerlege undtaget Sommer-OL 1976 i Montréal og Sommer-OL 1980 i Moskva som de boykottede. De har aldrig deltaget i vinterlege. Gabon vandt sin første medalje under Sommer-OL 2012 i London.

## Medaljeoversigt
| Gabons medaljer under de olympiske sommerlege | Gabons medaljer under de olympiske sommerlege | Gabons medaljer under de olympiske sommerlege | Gabons medaljer under de olympiske sommerlege | Gabons medaljer under de olympiske sommerlege | Gabons medaljer under de olympiske sommerlege |
| --------------------------------------------- | --------------------------------------------- | --------------------------------------------- | --------------------------------------------- | --------------------------------------------- | --------------------------------------------- |
| Lege                                          | Guld                                          | Sølv                                          | Bronze                                        | Totalt                                        | Rang                                          |
| 1972 München                                  | 0                                             | 0                                             | 0                                             | 0                                             | –                                             |
| 1976 Montréal                                 | Deltog ikke                                   | Deltog ikke                                   | Deltog ikke                                   | Deltog ikke                                   | Deltog ikke                                   |
| 1980 Moskva                                   | Deltog ikke                                   | Deltog ikke                                   | Deltog ikke                                   | Deltog ikke                                   | Deltog ikke                                   |
| 1984 Los Angeles                              | 0                                             | 0                                             | 0                                             | 0                                             | –                                             |
| 1988 Seoul                                    | 0                                             | 0                                             | 0                                             | 0                                             | –                                             |
| 1992 Barcelona                                | 0                                             | 0                                             | 0                                             | 0                                             | –                                             |
| 1996 Atlanta                                  | 0                                             | 0                                             | 0                                             | 0                                             | –                                             |
| 2000 Sydney                                   | 0                                             | 0                                             | 0                                             | 0                                             | –                                             |
| 2004 Athen                                    | 0                                             | 0                                             | 0                                             | 0                                             | –                                             |
| 2008 Beijing                                  | 0                                             | 0                                             | 0                                             | 0                                             | –                                             |
| 2012 London                                   | 0                                             | 1                                             | 0                                             | 1                                             | 69                                            |
| 2016 Rio de Janeiro                           | 0                                             | 0                                             | 0                                             | 0                                             | –                                             |
| 2020 Tokyo                                    |                                               |                                               |                                               |                                               |                                               |
| Totalt                                        | 0                                             | 1                                             | 0                                             | 1                                             |                                               |

## Medaljevindere
| Medalje | Navn          | År          | Sport     | Øvelse         |
| ------- | ------------- | ----------- | --------- | -------------- |
| Sølv    | Anthony Obame | 2012 London | Taekwondo | +80 kg, herrer |